# Шапиро, Исаак Ананьевич
Шапиро Исаак Ананьевич (12 декабря 1898, Александрия, Херсонская губерния — не ранее 1959, неизвестно) — советский деятель органов государственной безопасности, заместитель наркома внутренних дел УССР (май 1938 — январь 1939). Депутат Верховного Совета УССР 1-го созыва (1938—1947).

## Биография
Родился 12 декабря 1898 года в местечке Александрия (ныне в Кировоградской области) в семье сапожника-кустаря.
В 1910 году окончил 2 класса (по другим данным — в 1912 году 4 класса) городского училища в Александрии. В 1911—1913 годах — рассыльный ученик приказчика в мануфактурных магазинах Александрии, паяльщик на гранатном заводе Гандельсмана ( Кременчуг).
С декабря 1916 года на военной службе: рядовой 46-го и 48-го запасных пехотных полков в Одессе. С февраля 1917 года — рядовой 14-го пехотного (Олонецкого) полка 4-й Железной дивизии на Румынском фронте.
С ноября 1917 года — в Александрии: безработный, с февраля 1918 года — приказчик мануфактурного магазина Рабиновича, в январе-мае 1919 года — безработный и грузчик на железнодорожной станции.
В мае 1919 года — боец Александрийского красноармейского отряда по борьбе с бандитизмом. С января 1920 года — заведующий тайно-информационным отделом Украинского отделения телеграфного агентства в Александрии. 
С января 1921 года — хроникёр газеты «К труду» (Екатеринослав). С июля 1921 года — в Екатеринославской губернской ЧК: в июле 1921 — январе 1922 года — бюллетенист, сотрудник контрразведывательного отдела, с января 1922 года — сотрудник информационного отдела. В 1922 году — помощник уполномоченного по борьбе с бандитизмом Никопольского политбюро Екатеринославского губотдела ГПУ.
С января 1923 года — сотрудник Криворожского окружного отделения ГПУ (Екатеринославская губерния). В декабре 1923 — августе 1925 года — уполномоченный Криворожского окружного отделения ГПУ по Никопольскому, Шолоховскому и Апостольскому районам. С августа 1925 года — помощник уполномоченного Криворожского окружного отдела ГПУ. В июле 1926 — августе 1930 года — уполномоченный, старший уполномоченный Сталинского окружного отдела ГПУ.
С августа 1930 года — старший уполномоченный экономического отдела Киевского окружного отдела — оперативного сектора ГПУ. Член ВКП(б) с 1931 года.
С декабря 1931 года — помощник начальника экономического отдела Днепропетровского оперативного сектора — областного отдела ОГПУ, с июля 1934 года — помощник начальника экономического отдела управления госбезопасности управления НКВД Днепропетровской области. В феврале 1935 года — начальник отделения экономического отдела УГБ УНКВД Киевской области. С марта 1936 года — начальник Краматорского городского отдела НКВД Донецкой области. С августа 1936 года — заместитель начальника экономического отдела УГБ УНКВД Донецкой области. С декабря 1936 года — начальник Ворошиловградского городского отдела НКВД Донецкой области. С 23 декабря 1937 года — начальник 3-го (контрразведывательного) отдела УГБ УНКВД Харьковской области.
С 7 марта 1938 года — и.о. помощника начальника З-го (контрразведывательного) отдела УГБ НКВД УССР, с 27 марта 1938 года — в.и.о. заместителя начальника управления НКВД Киевской области, с апреля 1938 года — в.и.о. начальника управления НКВД Киевской области.
26 марта 1938 года избран депутатом Верховного Совета УССР по Андрушевскому избирательному округу № 29 Житомирской области.
Со 2 апреля по 10 мая 1938 года руководил «тройкой» УНКВД по Киевской области, в составе 2-го секретаря Киевского обкома КП(б)У Н. В. Костенко и военного прокурора внутренней и пограничной охраны Киевского военного округа Н. Н. Гомерова. За время руководства рассмотрено 683 следственных дела на 4659 человек (4598 приговорено к высшей мере наказания, 61 — к 10 годам лишения свободы). Лично провёл 24 заседания. 14 апреля 1938 года рассмотрено 36 дел на 250 человек (247 приговорено к высшей мере наказания, 3 — к 10 годам лишения свободы); 28 апреля 1938 года — 31 дело на 283 человека (281 приговорён к высшей мере наказания, 2 — к 10 годам лишения свободы); 23 апреля 1938 года — 35 дел на 352 человека (349 приговорены к высшей мере наказания, 3 — к 10 годам лишения свободы).
С 20 мая 1938 года — заместитель наркома внутренних дел УССР по неоперативным управлениям, с января 1939 года — начальник «Укрдорстройтреста» и строительства № 257 ГУШОСДОР НКВД УССР (Киев).
5 марта 1939 года вышел на пенсию. С октября 1939 года — заместитель управляющего трестом «Укрмебель» (Киев).
С 26 июня 1941 года снова в НКВД: начальник особого отдела 30-го района авиационного базирования Южного и Юго-Западного фронтов, начальник 4-го отделения оперативного отдела Воронежского фронта. С сентября 1942 года — заместитель начальника и и. о. начальника особого отдела 24-го Тацинского танкового корпуса Сталинградского фронта. С июня 1943 года — начальник отдела управления контрразведки Смерш 7-й воздушно-авиационной дивизии 2-го Украинского фронта, с декабря 1943 года — начальник отделения управления контрразведки Смерш 2-го Украинского фронта.
С декабря 1945 года — начальник административно-хозяйственного отдела управления контрразведки Смоленского военного округа. 27 мая 1946 года освобождён от должности за грубость и пьянство. 13 июня 1946 года нарушил ходатайство об увольнении в запас. В июне 1946 года откомандирован в контрразведывательный отдел Киевского военного округа. 6 сентября 1946 года уволен в запас.
С апреля 1947 года — управляющий республиканской конторой «Совхозстройматериалы». С июля 1950 года — управляющий трестом «Укрсельлеспром». В сентябре 1952 года вышел на пенсию, продолжив работать.
С мая 1953 года — начальник отдела Министерства сельского хозяйства УССР, с января 1954 года — начальник отдела материальных фондов главного строительного управления Министерства сельского хозяйства УССР, с 1954 года — начальник отдела Министерства совхозов УССР, с 1957 года — начальник отдела снабжения и сбыта треста «Эфирмасло» Министерства сельского хозяйства УССР, с января 1959 года — начальник отдела снабжения главного управления племенных совхозов МСХ УССР.
18 января 1956 года президиум Киевского областного суда вынес «частное постановление» о необходимости возбуждения уголовного преследования бывших участников тройки УНКВД Киевской области: Гомерова, Костенко и Шапиро «за совершённый ими произвол над советскими людьми». Весной 1957 года, по определению областного суда, прокуратура Киевского военного округа провела расследование и установила, что со стороны сотрудников НКВД были допущены грубые нарушения советской законности, в результате чего к расстрелу были приговорены невинные люди. В апреле 1957 года дело было прекращено по сроку давности, но был поднят вопрос о привлечении Шапиро к партийной ответственности.
Весной 1958 года парткомиссия при Киевском обкоме КПУ начала сбор документов и материалов о правонарушениях.
30 мая 1958 года исключён из КПСС «за нарушение социалистической законности и общий подход в осуждении в 1938 значительного количества людей без оснований» . Бюро Киевского обкома КПУ обратилось в КГБ УССР о пересмотре персональной пенсии. Из приказа КГБ при СМ СССР № 483 от 11 ноября 1958 года: «уволен из органов госбезопасности в связи со служебным несоответствием, с ограничением пенсионного обеспечения».
17 июля 1958 года, не соглашаясь с решением бюро Киевского обкома КПСС, обратился с апелляцией в комиссию партконтроля при ЦК КПУ. 18 июня 1959 года комиссия партконтроля подтвердила решение Киевского обкома КПУ об исключении из КПСС.
В январе 1960 года подал обращение в Комиссию партконтроля при ЦК КПСС в Москве. В 1960 году рассмотрение дела несколько раз переносилось. 24 октября 1960 года, сославшись на состояние здоровья, попросил отложить рассмотрение дела до полного выздоровления. Дальнейшая судьба неизвестна.

## Воинские звания
- Старший лейтенант ГБ (08.01.1936);
- Капитан ГБ (20.05.1938);
- Гвардии подполковник (24.09.1944).

## Награды
- Дважды орден Красного Знамени (30.04.1945, 14.05.1945)[2];
- Орден Отечественной войны 1-й степени (24.09.1944);
- Орден Красной Звезды (13.09.1942)[3][4].
- Медаль «За боевые заслуги» (31.07.1942)[5][6];
- Медаль «За оборону Сталинграда»[7];
- Медаль «За взятие Будапешта»[2];
- Медаль «За взятие Вены»[2];
- Почётный работник ВЧК-ГПУ (XV) (26.05.1933)[2].